# قائمة زملاء الجمعية الملكية المنتخبين في 1668
هذه الصفحة تعرض قائمة زملاء الجمعية الملكية المُنتخبين لعام 1668.

## الزملاء
1. Thomas Flatman [الإنجليزية]‏
2. Edward Conway, 1st Earl of Conway [الإنجليزية]‏
3. جيمس غريغوري
4. Sir John Banks, 1st Baronet [الإنجليزية]‏
5. Benjamin Woodroffe [الإنجليزية]‏
6. Thomas Colepeper (colonel) [الإنجليزية]‏
7. William Wentworth, 2nd Earl of Strafford [الإنجليزية]‏
8. James Arderne [الإنجليزية]‏
9. Daniel Finch, 2nd Earl of Nottingham [الإنجليزية]‏
10. Charles Hotham (priest) [الإنجليزية]‏
11. Edward Chamberlayne [الإنجليزية]‏
12. Arthur Annesley, 1st Earl of Anglesey [الإنجليزية]‏
13. جون لوك